# Ajaniopsis
Ajaniopsis es un género de plantas con flores de la familia Asteraceae, descrita como un género en 1978.
Solo hay una especie conocida, Ajaniopsis penicilliformis, endémica del Tíbet.